# Лазская письменность
Лазская письменность — письменность лазского языка. Впервые возникла в СССР в 1929 году на латинской графической основе и использовалась в прессе, образовании и книгоиздании до конца 1930-х годов. Возобновлена в 1984 году немецким исследователем и лазскими эмигрантами, также на латинской основе. С 1993 года используется в Турции. Известны также попытки применить для записи лазских текстов грузинское письмо.

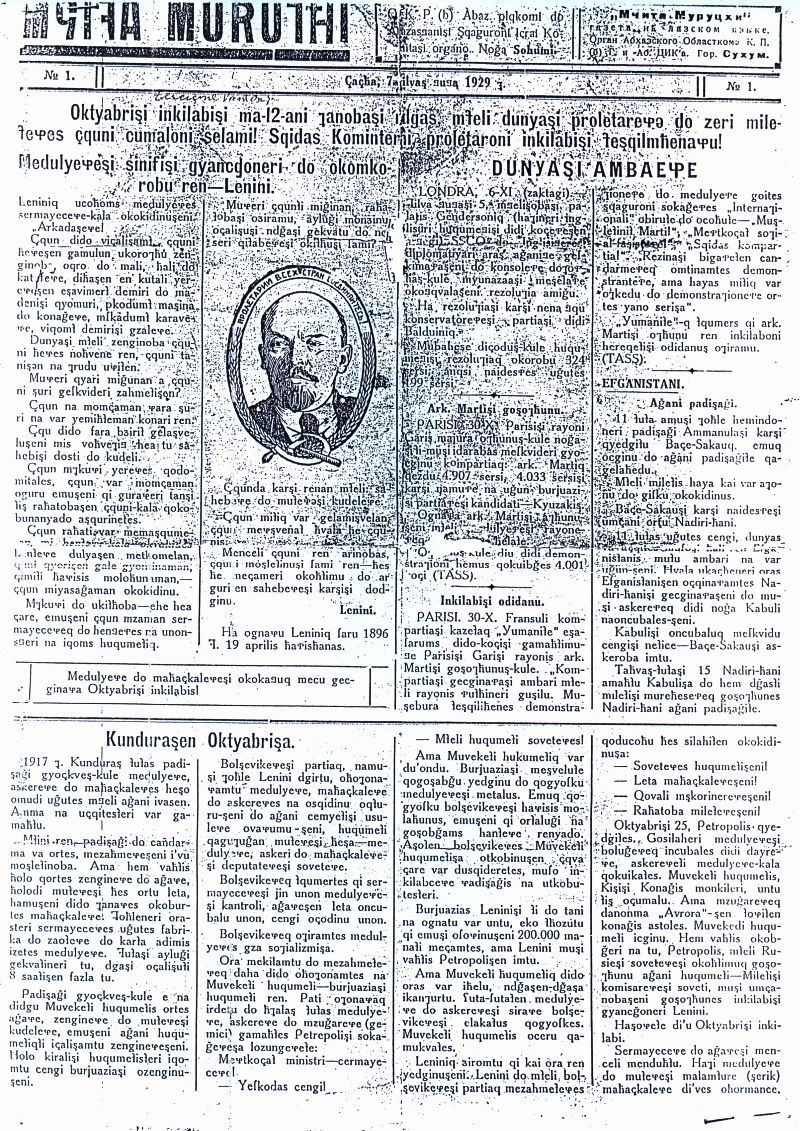
Газета «Мчита муруцхи» за 7 ноября 1929 года (версия алфавита 1929 года)

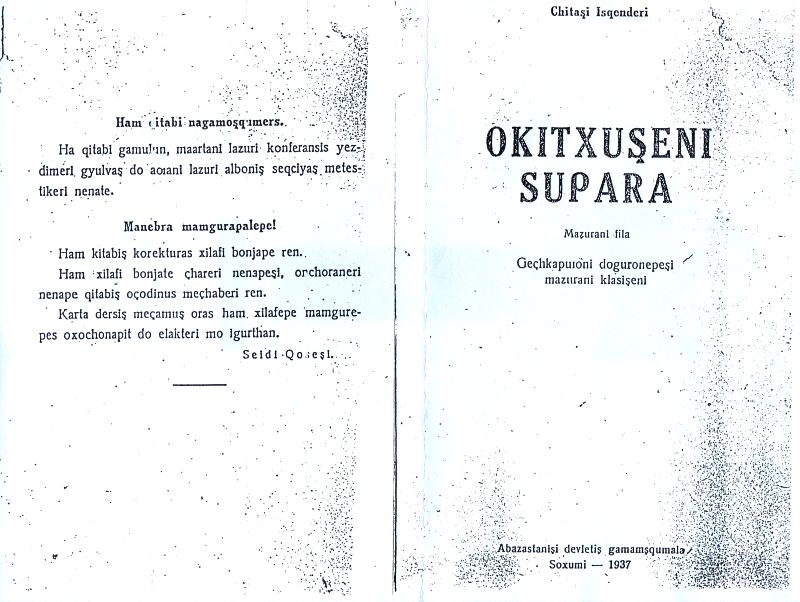
«Родной язык». 1937 год (версия алфавита 1930 года)

## Предыстория
Первая попытка создания лазской письменности была предпринята в 1870-х годах Фаиком-Эфендиши. Созданный им алфавит базировался на арабской графической основе. Однако османские власти отрицательно отнеслись к этой идее, Фаик-Эфендиши был арестован, а его труды сожжены. Российский лингвист Н. Я. Марр в начале XX века в своём труде по грамматике лазского языка использовал грузинское письмо.

## В СССР
В 1929 (по другим данным — в 1927) году в СССР в ходе кампании по латинизации и созданию письменностей для бесписьменных народов был разработан первый вариант лазского алфавита. Его автором был Искандер Теймуразович Циташи (1904—1938). Первый вариант алфавита включал 34 буквы и в графическом отношении был схож с созданным незадолго до этого абхазским алфавитом. Первый лазский алфавит выглядел так: A a, B b, C c, Ç ç, D d, E e, F f,  , G g, Ǧ ǧ, H h,  ħ, I i, J j, K k, L l, M m, N n, O o, P p, Q q, R r, S s, Ş ş, T t, U u, V v, Y y, Z z, Ʒ ʒ,  ,  ,  , ʕ ſ. На этом алфавите в Сухуме с ноября 1929 года стала выпускаться газета «Мчита муруцхи» («Красная звезда»), предназначенная, в первую очередь, для лазов Турции. Однако почти сразу же газета в Турции была запрещена решением Ататюрка и после выхода второго номера она прекратила своё существование.
В 1930 году Циташи реформировал свой алфавит и создал его новую версию::
| A a   | B b   | C c   | Ç ç   | D d | E e | F f | G g | Ƣ ƣ | H h |
| I i   | J j   | K k   | L l   | M m | N n | O o | P p | Q q | R r |
| S s   | Ş ş   | T t   | U u   | V v | X x | Y y | Z z | Ⱬ ⱬ | Ʒ ʒ |
| Ch ch | Çh çh | Ph ph | Th th |     |     |     |     |     |     |

Этот алфавит в 1932—1938 годах преподавался в лазских школах Абхазии и Аджарии, на нём было издано несколько книг образовательного характера (букварь «Çquni çhara», учебник арифметики «Oxesapusi supara», букварь «Alboni», книга для чтения для 2-го класса «Okitxuseni supara»). Против развития лазского языка как письменного выступал грузинский советский лингвист А. Чикобава, считавший, что литературным языком для лазов должен быть грузинский. В 1938 году Циташи был арестован и расстрелян, лазские школы переведены на русский и грузинский языки обучения, а лазская письменность выведена из всех официальных сфер употребления.

## В Турции
В 1984 году немецкий этнолог В. Фойрштайн совместно с проживающими в ФРГ лазскими активистами С. Кочивой и Ф. Оздемиром разработал новый вариант лазского алфавита на латинской графической основе. В том же году он был представлен на кавказоведческом конгрессе. По политическим причинам Фойрштайн не мог публично указать имена своих соавторов, поэтому наряду со своим именем он указал вымышленного Фахри Лазоглу (имя Фахри он взял в честь своего друга, исследователя лазского языка Фахри Кахрамана). На момент публикации своего проекта Фойрштайн не был знаком с трудами Циташи, так что его алфавит не является переработкой советской версии. Алфавит включал следующие буквы: A a, B b, C c, Ç ç, Ç̌ ç̌, D d, E e, F f, G g, Ǧ ǧ, H h, X x, İ i, J j, K k, Ǩ ǩ, L l, M m, N n, O o, P p, P̌ p̌, Q q, R r, S s, Ş ş, T t, Ť t͏̌, U u, V v, Y y, Z z, Ž ž, З з, Ǯ ǯ. Первым лазским печатным изданием в Турции стал журнал «Ogni» — он вышел в свет в 1993 году на этом алфавите. После небольших корректировок наиболее распространённый вариант этого алфавит выглядит так:
| A a | B b | C c | Ç ç | Ç̌ ç̌ | D d | E e | F f | G g | Ǧ ǧ |
| H h | İ i | J j | K k | Ǩ ǩ | L l | M m | N n | O o | P p |
| P̌ p̌ | R r | S s | Ş ş | T t | Ť t͏̌ | U u | V v | X x | Y y |
| Z z | Ž ž | Ʒ ʒ | Ǯ ǯ |     |     |     |     |     |     |

Имеются и другие версии лазского алфавита. Так, Севим Генч предлагал использовать вместо буквы ǧ знак ɣ, однако эта идея не получила поддержки. Ассоциация «Архавилер» из Анкары в своих публикациях не использует букву x, заменяя её на g, h или ǧ. Свой вариант лазского алфавита предлагал японский лингвист Гоичи Кодзима, но его проект большинством был отвергнут. Один из основателей «Лазского института» Исмаил Авджи Буджаклиси использовал в своих трудах алфавит собственной разработки, который к тому же эволюционировал со временем. В 2009—2015 годах ещё один проект лазского алфавита был составлен группой активистов во главе с Чагатаем Алексива. В этом проекте предлагалось заменить буквы с диакритическими знаками на диграфы (dz вместо ž, ph вместо p̌, q вместо ǩ, qh вместо q, tc вместо ç̌, th вместо t͏̌, ts вместо ʒ, tz вместо ǯ). Лазская общественность этот проект также не поддержала.
В изданных в Турции школьных учебниках по лазскому языку вместо букв Ž ž, З з, Ǯ ǯ используются диграфы Dz dz, Ts ts, Tz tz, а в газете «Tuta Gazetesi» вместо надстрочных знаков использовались апострофы. В 2018 году отмечалось: «можно говорить о том, что каждое печатное издание о лазской культуре пользуется собственным алфавитом».

## Таблица соответствия алфавитов
Составлено по:
| Мхедрули | Латиница Турция | Латиница 1930 | Латиница 1929 | МФА   |
| -------- | --------------- | ------------- | ------------- | ----- |
| ა        | A a             | A a           | A a           | [ɑ]   |
| ბ        | B b             | B b           | B b           | [b]   |
| გ        | G g             | G g           | G g           | [ɡ]   |
| დ        | D d             | D d           | D d           | [d]   |
| ე        | E e             | E e           | E e           | [ɛ]   |
| ვ        | V v             | V v           | V v           | [v]   |
| ზ        | Z z             | Z z           | Z z           | [z]   |
| თ        | T t             | T t           |               | [t]   |
| ი        | I i             | I i           | I i           | [i]   |
| კ        | Ǩ ǩ             | K k           | K k           | [kʼ]  |
| ლ        | L l             | L l           | L l           | [l]   |
| მ        | M m             | M m           | M m           | [m]   |
| ნ        | N n             | N n           | N n           | [n]   |
| ჲ        | Y y             | Y y           | Y y           | [j]   |
| ო        | O o             | O o           | O o           | [ɔ]   |
| პ        | P̌ p̌             | Ph ph         | P p           | [pʼ]  |
| ჟ        | J j             | Ⱬ ⱬ           | J j           | [ʒ]   |
| რ        | R r             | R r           | R r           | [r]   |
| ს        | S s             | S s           | S s           | [s]   |
| ტ        | Ť t͏̌             | Th th         | T t           | [tʼ]  |
| უ        | U u             | U u           | U u           | [u]   |
| ფ        | P p             | P p           |               | [p]   |
| ქ        | K k             | Q q           | Q q           | [k]   |
| ღ        | Ǧ ǧ             | Ƣ ƣ           | Ǧ ǧ           | [ɣ]   |
| ყ        | Q q             | -             | -             | [qʼ]  |
| შ        | Ş ş             | Ş ş           | Ş ş           | [ʃ]   |
| ჩ        | Ç ç             | Ç ç           | Ç ç           | [t͡ʃ]  |
| ც        | З з (Ts ts)     | C c           |               | [t͡s]  |
| ძ        | Ž ž (Dz dz)     | Ʒ ʒ           | Ʒ ʒ           | [d͡z]  |
| წ        | Ǯ ǯ (Tz tz)     | Ch ch         |               | [t͡sʼ] |
| ჭ        | Ç̌ ç̌             | Çh çh         | ʕ ſ           | [t͡ʃʼ] |
| ხ        | X x             | X x           | ħ             | [x]   |
| ჯ        | C c             | J j           | C c           | [d͡ʒ]  |
| ჰ        | H h             | H h           | H h           | [h]   |
| ჶ        | F f             | F f           | F f           | [f]   |